# Joachim Ziesche
Joachim Ziesche, nemški hokejist, * 3. julij 1939, Dresden, Nemčija.
Ziesche je za zahodnonemško reprezentanco nastopil na enih olimpijskih igrah in osmih svetovnih prvenstvih. Za reprezentanco je odigral 197 tekem. Kot trener kluba SC Dynamo Berlin je osvojil petnajsto naslovov nemškega prvaka.  
Tudi njegov sin Steffen je bil hokejist. 